# گادسدن (تنسی)
گادسدن(به انگلیسی: Gadsden) شهری در ایالت تنسی کشور ایالات متحده آمریکا است که جمعیت آن در سرشماری سال ۲۰۱۰ میلادی، ۴۷۰ نفر بوده‌است.